# Vrábče
Vrábče, bis 1924 Vrabče (deutsch Prabsch) ist eine Gemeinde in Tschechien. Sie liegt zehn Kilometer südwestlich von České Budějovice in Südböhmen und gehört zum Okres České Budějovice.

## Geographie

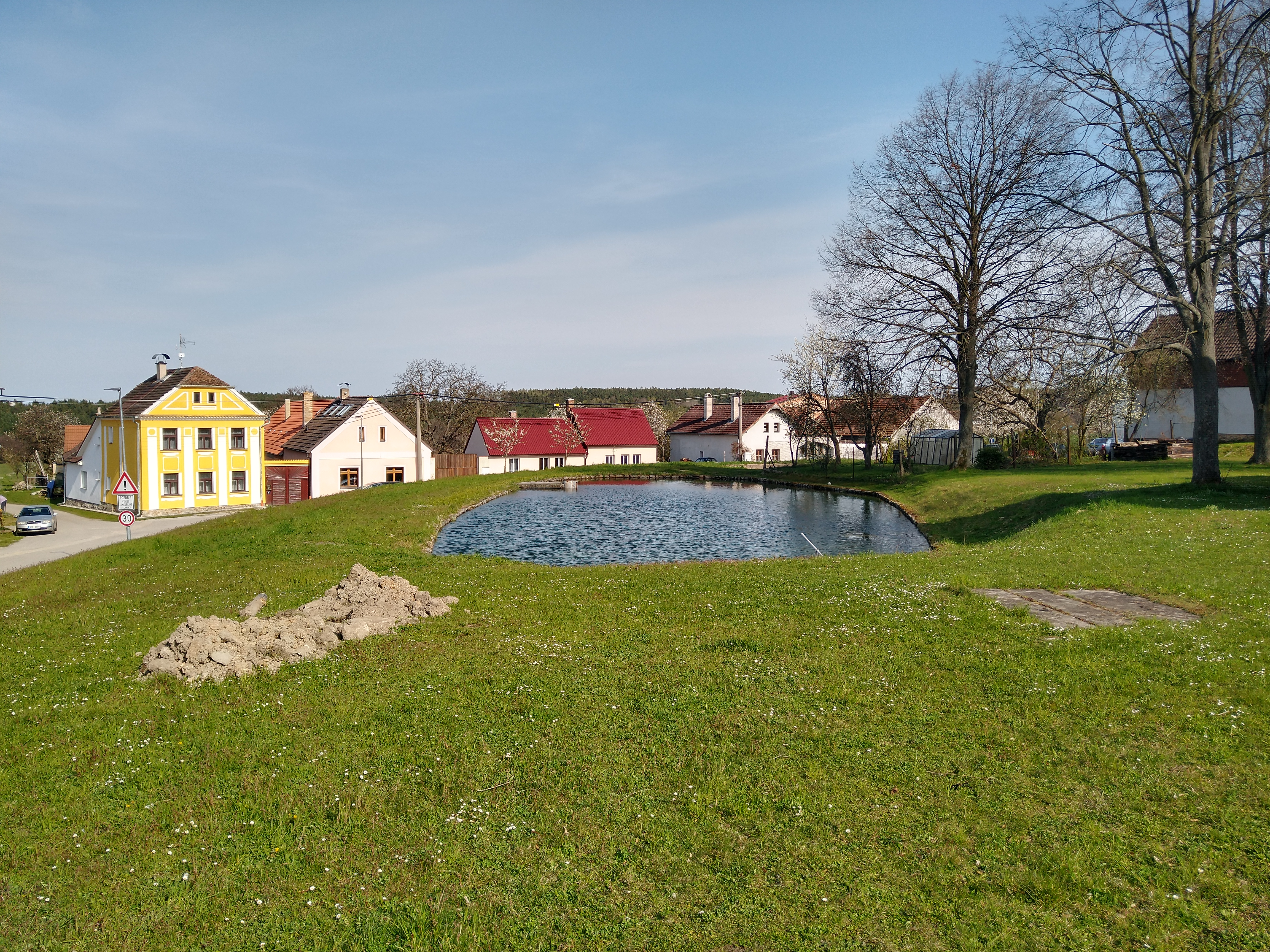
Dorfteich im Ortsteil Slavče

Vrábče befindet sich in den östlichen Ausläufern des Blanský les auf einer im Osten und Süden von der Moldau umflossenen Hochfläche. Nördlich erhebt sich der Na Vrchu (509 m), im Südwesten die Třebiště (566 m), die Kašparka (612 m) und der Kluk (740 m) sowie nordwestlich der Švehlany (520 m). Nördlich und westlich des Ortes verläuft die Bahnstrecke České Budějovice–Černý Kříž; die Bahnstation Hradce liegt bei der Ortslage Nová Hospoda im Wald Paniny, die Station Vrábče in der Siedlung Zastávka an der Straße nach Křemže. In Zastávka entspringt der Dehtářský potok.
Nachbarorte sind U Nové Hospody, Dvůr Koroseky und Závraty im Norden, Koroseky im Nordosten, Rozinka und Zahorčice im Osten, Jamné im Südosten, Kroclov, U Cáby und U Prokopa im Süden, U Dvořáčků, Třísov, Na Borech, Holubov und Mříč im Südwesten, U Zastávky und Bohouškovice im Westen sowie Slavče, U Konopů, U Veverků und Hradce im Nordwesten.

## Geschichte
Archäologische Funde aus der Mittelsteinzeit bis zur Latènezeit belegen eine frühzeitliche Besiedlung des Gemeindegebietes.
Die erste schriftliche Erwähnung von villa Wrabczie erfolgte im Jahre 1379 unter den Besitzungen der Burg Maidstein. Nachdem Peter Wok von Rosenberg zu Beginn des 17. Jahrhunderts die Burg aufgab, wurden ihre Güter an die Herrschaft Krumau angeschlossen. Im Jahre 1840 bestand  Prabsch / Wrabčj aus 34 Häusern mit 292 Einwohnern. Zum Dorf gehörten ein Wirtshaus (Nová Hospoda) an der nördlich vorbeiführenden Kaiserstraße nach Krems und der südöstlich im Wald Hlina gelegene Bauernhof Dwořáček (U Dvořáčků). In Prabsch bestand eine Filialschule, in der auch die Kinder aus Hradce unterrichtet wurden. Pfarrort war Payreschau. Bis zur Mitte des 19. Jahrhunderts blieb das Dorf immer der Herrschaft Krumau untertänig.
Nach der Aufhebung der Patrimonialherrschaften bildete Vrabče / Prabsch ab 1850 mit den Ortsteilen Hradce, Jamné, Koroseky, Kroclov, Závraty und Zahorčice eine Gemeinde in der Bezirkshauptmannschaft Budějovice/Budweis. 1891 nahm die von der Österreichischen Lokaleisenbahngesellschaft errichtete Lokalbahn Budweis – Gojau den Verkehr auf. Um den Haltepunkt Vrábče bildete sich im 20. Jahrhundert an der Kremser Straße die Ansiedlung Zastávka. 1914 lebten in der Gemeinde 921 Personen, davon 920 Tschechen und ein Deutscher. Das Dorf Vrábče hatte 286 tschechischsprachige Einwohner. 1924 wurde der amtliche Ortsname von Vrabče in Vrábče geändert. Im Jahre 1960 erfolgte die Abtrennung der Ortsteile Hradce und Závraty nach Homole. Zugleich wurde Slavče eingemeindet. Zum 1. Juli 1985 wurde Vrábče mit allen Ortsteilen nach Boršov nad Vltavou eingemeindet. Seit dem 24. November 1990 bildet Vrábče wieder eine Gemeinde.
Bei Vrábče befindet sich ein Moldavitstreufeld.

## Gemeindegliederung
Die Gemeinde Vrábče besteht aus den Ortsteilen Koroseky (Korosek), Kroclov (Kräzles), Slavče (Slawtsch) und Vrábče (Prabsch) Zu Vrábče gehören außerdem die Wohnplätze Na Padělků, Rozinka, U Cáby, U Dvořáčků, U Konopí, U Nové Hospody, U Rybáka, U Zastávky, Zahrádka und Zahrádky. Grundsiedlungseinheiten sind  Koroseky, Kroclov, Slavče, U Zastávky-západ, Vrábče und Vrábče-U Zastávky.
Das Gemeindegebiet gliedert sich in die Katastralbezirke Slavče und Vrábče.

## Sehenswürdigkeiten
- Neogotische Kirche des hl. Wenzel, erbaut 1935–1936
- Nischenkapelle des hl. Johannes von Nepomuk, errichtet zu Beginn des 19. Jahrhunderts
- Gehöfte im südböhmischen Bauernbarock